# Evoluzione umana
Per evoluzione umana, antropogenesi od ominazione si intende il processo dell'origine e dell'evoluzione dell'Homo sapiens come specie distinta e la sua diffusione sulla Terra.
Si tratta di una materia interdisciplinare, che include l'antropologia, la fisiologia, la primatologia, l'archeologia, la geologia, la linguistica e la genetica. In senso tassonomico riguarda, oltre al genere Homo, tutti i generi della sottotribù Hominina, di cui l'essere umano è l'unica specie vivente.

## Prima dell'essere umano
L'evoluzione della vita sulla Terra si ritiene sia iniziata entro un periodo compreso tra i 4,4 miliardi e i 2,7 miliardi di anni fa. Circa 85-95 milioni di anni fa, durante il Cretaceo, alcuni appartenenti alla classe dei mammiferi  si divisero dagli Eutheria formando il superordine degli Euarchontoglires (la precedente teoria che postulava l'ordine degli insettivori come nostri progenitori è stata aggiornata sulla base di dati biomolecolari riducendone il grado di parentela evolutiva e ponendoli su un ramo collaterale); da esso ebbe origine l'ordine dei primati, di cui fanno parte tutte le scimmie compreso l'essere umano.
Nel Miocene, 18 ma, da appartenenti a quest'ordine, si pensa in particolare a Proconsul, un arboricolo e frugivoro, si diramarono le scimmie antropomorfe (Hylobatidae 18 ma, Kenyapithecus 12-14 ma, orango 11 ma, gorilla 9 ma, scimpanzé e bonobo 5-6 ma), riunite con l'essere umano, ad eccezione dei gibboni, nella famiglia degli ominidi. Circa 15-20 milioni di anni fa gli ominidi continuarono a colonizzare ambienti di foresta tropicale ma iniziarono anche a frequentare le savane in cerca di cibo. Una delle ipotesi sostiene che la pressione selettiva favorì quegli individui capaci di ergersi sugli arti posteriori potendo così, ad esempio, avvistare in anticipo un predatore. Iniziò così l'evoluzione fisiologica e poi culturale di questi primati che li condusse anche ad afferrare, trasportare, scegliere cibo e altri oggetti.
Secondo uno studio del 2007, l'andatura bipede è molto più antica di quanto si pensasse. Alcuni fossili di Morotopithecus bishopi, un primate arboricolo vissuto circa 21 milioni di anni fa in Uganda, presentano nella struttura dello scheletro e delle vertebre forti analogie con le caratteristiche che nell'essere umano consentono di assumere la posizione eretta. Queste analogie potrebbero essere dovute a convergenza evolutiva, giacché lo stato attuale delle conoscenze, anche a causa della frammentarietà dei resti fossili, non permette di chiarire questo dubbio.

## Evoluzione degli Hominina e del genere Homo
La teoria con le maggiori evidenze del processo evolutivo successivo al distacco della linea che ha portato alle specie viventi più affini all'essere umano, scimpanzé e bonobo, sostiene che la sottotribù Hominina si sia evoluta nel Rift africano da un progenitore comune circa 5-6 milioni di anni fa e che 2,3-2,4 milioni di anni fa dal genere Australopithecus si sia differenziato il genere Homo. Homo erectus (o il suo antenato più prossimo, Homo ergaster) si è poi diffuso in tutto il mondo (fenomeno chiamato Out of Africa I) fra 1,8 e 1,3 milioni di anni fa. Gli esseri umani moderni hanno ricalcato queste orme, sviluppandosi in Africa circa 200000 anni fa e successivamente, 50 000 anni fa, migrando anch'essi nei vari continenti (Out-of-Africa 2) e sostituendo progressivamente Homo erectus in Asia e H. neanderthalensis in Europa.

Grafico della "teoria multiregionale" dell'evoluzione umana fino all'uomo moderno (le linee orizzontali rappresentano il flusso genetico tra linee regionali)

Un'ipotesi alternativa è che Homo erectus, lasciata l'Africa 2 000 000 di anni fa, si sia evoluto in Homo sapiens in diverse parti del mondo (Ipotesi multiregionale).

### Prima degli Australopitechi
- Pierolapithecus catalaunicus (13 ma; specie ancora in fase di studio)
- Sahelanthropus tchadensis (fra 7 e 6 ma)
- Orrorin tugenensis (6 ma)

Ardipithecus
- Ardipithecus kadabba (fra 6 e 5,5 ma)
- Ardipithecus ramidus (4,5 ma)

Ardipithecus ramidus e Ardipithecus kadabba paiono essere anelli importanti nella transizione ad australopiteco.

### Australopitechi e forme affini
Le specie che si attribuivano al genere australopiteco (che significa "scimmia del Sud"), che quasi sicuramente vissero in Tanzania e in Etiopia per almeno 3 milioni di anni, finché non si estinsero circa 1 milione di anni fa, sono suddivise in tre diversi generi (alcuni testi non riconoscono ancora il genere Paranthropus). Gli hominina ad esse appartenenti non si riteneva fossero capaci di costruire utensili, ma solo di utilizzare ciottoli per scopi semplici come spezzare o percuotere. Facevano vita di gruppo, davano la caccia ad animali di piccola stazza e raccoglievano uova e semi.
Successivamente manufatti in pietra lavorata simili a quelli della tecnologia olduvaiana furono ritrovati assieme ai fossili di A. garhi e datati tra 2,5 e 2,6 milioni di anni. Questi utensili paiono più antichi di quelli utilizzati da Homo habilis, ritenuto un possibile antenato diretto degli esseri umani moderni, e sono piuttosto grezzi, mancando ancora della tecnica che sarebbe comparsa nelle più tarde forme dell'Olduvaiano e dell'Acheuleano. Nella zona del fiume Auasc nella depressione desertica dell'Afar etiopico, Jean de Heinzelin, dell'Institut Royal des Sciences Naturelles de Belgique, ha scoperto numerosi resti di animali con evidenti segni lasciati da utensili. S'ipotizza così che A. garhi avesse già quelle prerogative del genere Homo, come la macellazione sistematica delle prede, che non si ritenevano esistenti prima di 1,8 milioni di anni fa. Ulteriori ritrovamenti a Bouri, sempre in Etiopia, hanno rilevato circa 3 000 utensili in pietra datati a circa 2,5 milioni di anni fa, in piena epoca "australopitecina".

#### Generi e specie
Australopithecus
- Australopithecus anamensis (Praeanthropus anamensis) (4 ma)
- Australopithecus bahrelghazali (Praeanthropus bahrelghazali) (fra 3,5 e 3 ma)
- Australopithecus africanus (Praeanthropus africanus) (fra 3 e 2 ma)
- Australopithecus afarensis (fra 4 e 3 ma)
- Australopithecus garhi (2,5 ma)
- Australopithecus sediba (2 ma)

Paranthropus
- Paranthropus aethiopicus o Australopithecus aethiopicus (2,5 ma)
- Paranthropus robustus o Australopithecus robustus (fra 2 e 1,5 ma)
- Paranthropus boisei o Australopithecus boisei (fra 1,7 e 1,4 ma)

Kenyanthropus
- Kenyanthropus platyops  o Australopithecus platyops (3,5 ma; sembra fondamentale per spiegare la successiva transizione ad Homo)

### Genere Homo

Distribuzione temporale e geografica delle popolazioni di Homo basata sui fossili

La prima specie del genere Homo conosciuta è l'Homo habilis (ca 2 ma). Ancora molto simile all'australopiteco, l'Homo habilis viene già ritenuto essere umano per le sue abilità manuali: utilizzava infatti strumenti rudimentali per la caccia. Un salto evolutivo arriva con Homo erectus (ca 1,3 - 1,8 ma), così chiamato perché si riteneva erroneamente che fosse stata la prima specie ad assumere la posizione eretta. Questa specie aveva una maggior capacità intellettiva, testimoniata dal maggior sviluppo della tecnologia.

#### Specie codificate
- Homo habilis (fra 2,5 ed 1 ma)
- Homo rudolfensis (2 ma)
- Homo ergaster (fra 2 ed 1 ma)
  - Ragazzo di Turkana
- Homo georgicus (1,8 ma)
- Homo erectus (fra 1,8 ma e 50.000 anni fa)
- Homo antecessor (800.000 anni fa)
- Homo heidelbergensis (fra 600.000 e 200.000 anni fa)
- Homo rhodesiensis (fra 300.000 e 125.000 anni fa)
- Homo floresiensis (fra ? e 50.000 anni fa)
- Homo neanderthalensis (fra 200.000 e 30.000 anni fa)[6]
- Homo sapiens (da 200.000 anni fa fino ai giorni nostri)

Nel 2013 un team internazionale di ricercatori coordinato dal paleoantropologo Lee Berger, ha ritrovato fossili di un nuovo antenato dell'essere umano. La nuova specie di ominide, che presenta caratteristiche intermedie tra Australopithecus e Homo, è stata scoperta in Sudafrica, nella Dinaledi Chamber, caverna facente parte del complesso delle Rising Star cave. La specie è stata ufficialmente descritta nel 2015 con la denominazione di Homo naledi. La dislocazione dei resti ha fatto pensare che si trattasse di una tomba, dando testimonianza della più antica pratica funeraria.

#### Tabella comparativa
I nomi delle specie in grassetto indicano l'esistenza di numerosi fossili. Sono elencate anche le specie di attribuzione non ancora definitiva
| specie                                                                 | periodo (milioni di anni fa) | luogo                                        | altezza (m) | peso (kg) | volume del cervello (cm³) | fossili       | scoperta / pubblicazione del nome |
| ---------------------------------------------------------------------- | ---------------------------- | -------------------------------------------- | ----------- | --------- | ------------------------- | ------------- | --------------------------------- |
| H. habilis                                                             | 2.5–1.5                      | Africa                                       | 1.0–1.5     | 33–55     | 510-600                   | molti         | 1960/1964                         |
| H. rudolfensis la sua appartenenza al genere Homo è incerta            | 1.9                          | Kenya                                        |             |           |                           | 1 teschio     | 1972/1986                         |
| H. gautengensis classificato anche come Homo habilis                   | 1.9–0.6                      | Sudafrica                                    | 1           |           | 600                       | tre individui | 2010/2010                         |
| H. ergaster classificato anche come Homo erectus                       | 1.8–1.3                      | Africa                                       |             |           | 700–850                   | molti         | 1975                              |
| H. erectus                                                             | 1.7–0.07                     | Africa, Eurasia (Giava, Cina, India Caucaso) | 1.8         | 60        | 900–1100                  | molti         | 1891/1892                         |
| H. antecessor classificato anche come Homo heidelbergensis             | 1.2–0.8                      | Spagna                                       | 1.75        | 90        | 1000                      | 2 siti        | 1997                              |
| H. cepranensis un singolo fossile, forse di Homo erectus               | 0.9-0.35                     | Italia                                       |             |           | 1000                      | 1 teschio     | 1994/2003                         |
| H. heidelbergensis                                                     | 0.6–0.35                     | Europa, Africa, Cina                         | 1.8         | 90        | 1100–1400                 | molti         | 1908                              |
| H. rhodesiensis classificato anche come Homo heidelbergensis           | 0.35–0.12                    | Zambia                                       |             |           | 1300                      | molto pochi   | 1921                              |
| H. neanderthalensis                                                    | 0.35–0.04                    | Europa, Asia occidentale                     | 1.7         | 55–70     | 1200–1900                 | molti         | (1829)/1864                       |
| H. naledi                                                              | 0.33-0.23                    | Sudafrica                                    | 1.5         | 45        | 450                       | 15 individui  | 2013/2015                         |
| H. floresiensis classificazione incerta                                | ?–0.05                       | Indonesia                                    | 1.0         | 25        | 400                       | 7 individui   | 2003/2004                         |
| H. tsaichangensis forse Homo erectus                                   | 0.19-0.01                    | Taiwan                                       |             |           |                           | 1 individuo   | prima del 2008/2015               |
| H. sapiens (essere umano moderno)                                      | 0.3(?)/0.2–presente          | Tutto il mondo                               | 1.5–1.9     | 50–100    | 950–1800                  | vivente       | —/1758                            |
| H. di Denisova forse una sottospecie di Homo sapiens                   | 0.04                         | Russia                                       |             |           |                           | 1 sito        | 2010                              |
| Red Deer Cave people forse una sottospecie di Homo sapiens o un ibrido | 0.0145-0.0115                | Cina                                         |             |           |                           | molto pochi   | 2012                              |